# Aeschynomene selloi
Aeschynomene selloi är en ärtväxtart som beskrevs av Julius Rudolph Theodor Vogel. Aeschynomene selloi ingår i släktet Aeschynomene och familjen ärtväxter. Inga underarter finns listade i Catalogue of Life.